# Blenheim Park
Blenheim Park var en civil parish från 1858 till 1954 då den blev en del av Blenheim, i grevskapet Oxfordshire, i England. Civil parish var belägen 12 km från Oxford och hade 133 invånare år 1951.